# З любов'ю, Розі
«З любов'ю, Розі» (англ. Love, Rosie) — романтична комедія німецького режисера Христіана Діттера з Семом Клафліном і Лілі Коллінз у головних ролях. Сценарій фільму написаний на основі роману ірландської письменниці Сесілії Ахерн «Де закінчуються веселки». Світова прем'єра відбулася 17 жовтня 2014 року на Міжнародному кінофестивалі в Філадельфії, 19 жовтня 2014 року відбувся міжнародний показ фільму на Римському кінофестивалі, прем'єра фільму в Україні — 13 листопада 2014 року.

## Сюжет
Розі і Алекс дружать з раннього дитинства. Після школи вони вирішують разом поїхати вчитися в США. Але планам Розі не судилося збутися: після ночі з найпопулярнішим хлопцем у школі дівчина завагітніла. Алекс їде в Бостон один. На наступні дванадцять років Алекс і Розі стають друзями по листуванню. .

## В ролях
| Актор           | Роль                                                        |
| --------------- | ----------------------------------------------------------- |
| Лілі Коллінз    | Розі Данн                                                   |
| Сем Клафлін     | її найкращий друг Алекс Стюарт                              |
| Крістіан Кук    | Грег батько Кетті, внаслідок чоловік Розі                   |
| С'юкі Вотергаус | Бетані Вільямс перша дівчина Алекса, внаслідок його дружина |
| Темсін Егертон  | Саллі дівчина Алекса в США                                  |
| Джеймі Вінстон  | Рубі подруга і колега Розі                                  |
| Лілі Лайт       | Кеті Данн донька Розі                                       |
| Джеймі Біміш    | Філ брат Саллі                                              |
| Нік Лі          | Херб художник                                               |
| Джейк Менлі     | друг Алекса                                                 |
| Девід Кроулі    | Адам                                                        |
| Нік Хардін      | Американець Джо                                             |
| Арт Паркінсон   | Гері Данн брат Розі                                         |
| Макс Клірі      | Джої Данн                                                   |
| Меріон О'Дуайер | місіс Кейсі                                                 |